# Batrachorhina strandi
Batrachorhina strandi là một loài bọ cánh cứng trong họ Cerambycidae.